# Chat à pieds noirs
Vous lisez un « article de qualité » labellisé en 2013.
Felis nigripes
Pour d'autres « chats », voir Chat (animal).
Espèce
Statut de conservation UICN

 VU C2a(i) : Vulnérable
Statut CITES
Répartition géographique
Le Chat à pieds noirs (Felis nigripes), parfois Chat aux pattes noires ou Chat à pattes noires, est une espèce de félins sauvages, d'allure trapue au pelage tacheté. Son nom lui vient de ses soles plantaires (le dessous du pied) recouvertes de poils noirs qui le protègent du sol brûlant du désert. Pesant en moyenne moins de deux kilogrammes, c'est l'un des plus petits félins au monde et le plus petit d'Afrique.
Réputé féroce, c'est un prédateur très actif de petits mammifères et d'oiseaux qu'il chasse toute la nuit. Contrairement aux autres félinés, les grosses proies comme l'Outarde korhaan (Afrotis afra) composent une part non négligeable de son régime alimentaire. Territoriaux et solitaires, les individus ne se rencontrent que quelques heures lors de la saison de reproduction. La mère élève seule ses petits dont le développement est rapide en comparaison des autres petits félins. En raison de sa petite taille, le Chat à pieds noirs subit la prédation de nombreux autres carnivores comme le Chacal à chabraque (Canis mesomelas) ou les grands prédateurs africains.
Typique des habitats semi-arides, le Chat à pieds noirs se trouve essentiellement dans les déserts du Karoo et du Kalahari dans le sud de l'Afrique. Les principales menaces pesant sur l'espèce sont le surpâturage qui détruit son habitat et la lutte indifférenciée contre les nuisibles. En raison de son aire de répartition réduite, il est classé comme « vulnérable » sur la liste rouge de l'UICN. Malgré un programme européen pour les espèces menacées (EEP) et un américain (SSP), il est rare en captivité. La mortalité est élevée à cause d'une maladie héréditaire, l'amylose de type AA, et les effectifs sont en déclin. Plusieurs fronts de recherche en collaboration avec le Black-footed Cat Working Group explorent autant la procréation médicalement assistée que l'observation et la collecte de données à long terme sur les Chats à pieds noirs sauvages.

## Dénomination
Le nom scientifique du Chat à pieds noirs est composé d'un premier terme désignant le genre Felis et qui signifie « chat » en latin classique et d'un second terme nigripes dérivé du latin niger « noir » et pes « pied »,. Les noms vernaculaires français, allemand, anglais et espagnol suivants sont listés par le Cat Specialist Group de l'UICN, : Chat à pieds noirs (français),,, Schwarzfußkatze (allemand), Black-footed cat et Small spotted cat (anglais), gato patinegro et gato de pies negros (espagnol). En français, les termes Chat aux pattes noires et Chat aux pieds noirs sont également répertoriés.
En anglais, le terme Black-footed cat a été jugé flou dans les années 1980 puisque seul le dessous des pieds est noir et non l'ensemble du pied. De plus, le Chat sauvage d'Afrique subsaharienne (Felis silvestris cafra), dont l'aire de répartition recouvre celle du Chat à pieds noirs, présente la même caractéristique, ce qui peut porter à confusion. En conséquence, le nom « Small spotted cat » (littéralement « petit chat tacheté ») a été proposé en remplacement. Quelques références d'autorités ont adopté le nouveau nom, mais la majorité ont trouvé que celui-ci portait encore plus à confusion, d'une part à cause de l'existence sur la même aire de répartition de la Genette commune (Genetta genetta) nommée « Small-spotted genet » en anglais, et d'autre part parce que l'Oncille (Leopardus tigrinus), petit félin d'Amérique du Sud, est également appelée « little spotted cat ». De nos jours, l'usage des deux noms vernaculaires est laissé à l'appréciation des différentes autorités scientifiques.
Au Botswana, le Chat à pieds noirs est appelé sebala et lototsi en tswana. En Afrique du Sud, il est nommé en afrikaans klein gekolde kat (littéralement « petit chat tacheté »), swart poot kat (littéralement « chat à pieds noirs ») ou encore miershooptier qui signifie « tigre des termitières », et en xhosa ingwe yeziduli,.

## Description

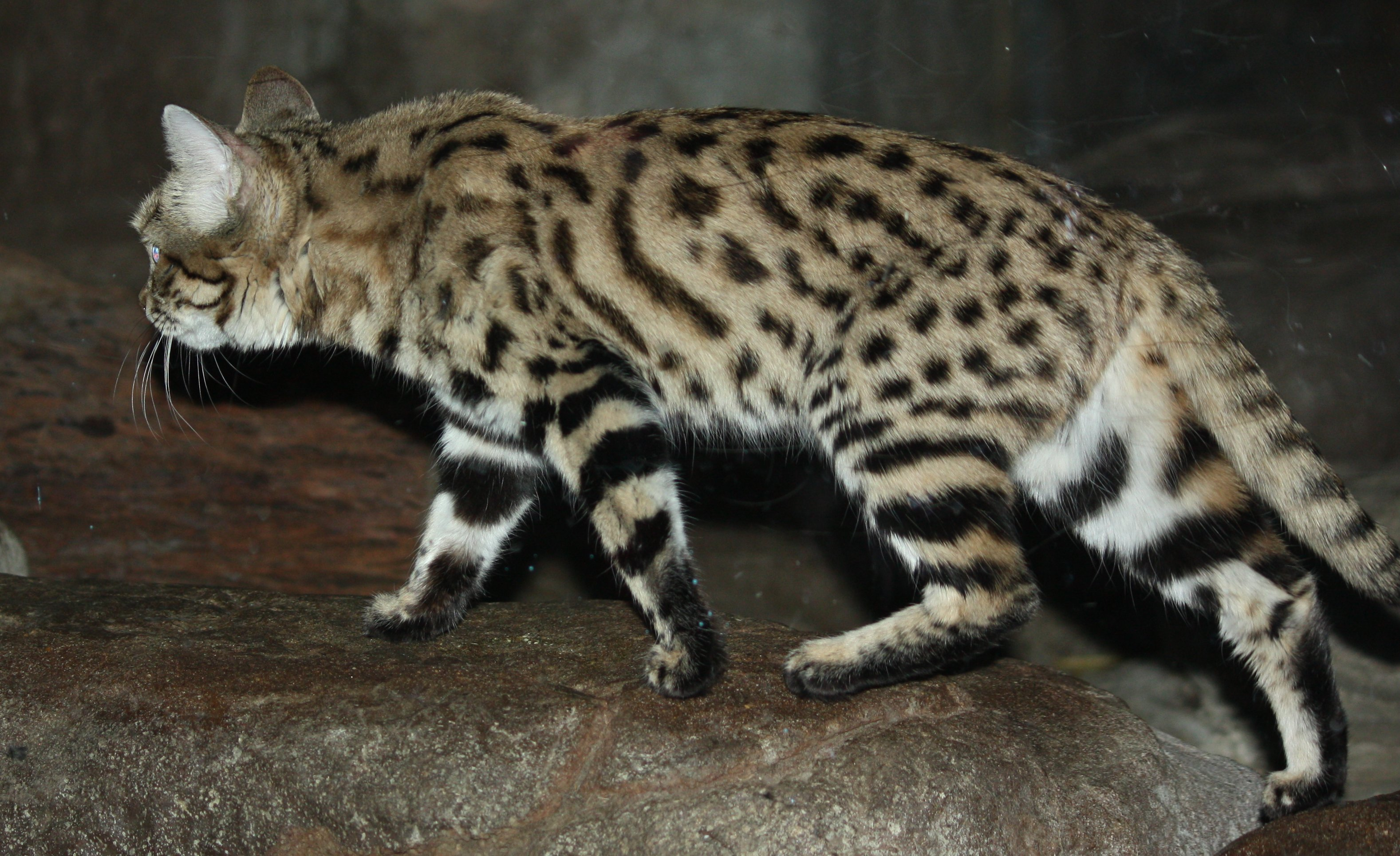
Profil d'un Chat à pieds noirs du zoo de Cincinnati. Les marques de la robe, et notamment les soles plantaires noires, sont bien visibles.

Avec un poids moyen de 1,6 kg, le Chat à pieds noirs est l'une des plus petites espèces vivantes de félin avec le Chat rubigineux (Prionailurus rubiginosus), le plus petit félin d'Afrique et le plus petit félin du genre Felis. Les femelles ont un poids moyen de 1,3 kg et les mâles de 1,9 kg. La longueur de la tête et du corps varie de 36  à   52 cm auxquels il faut ajouter la queue de 13  à   20 cm. Un Chat à pieds noirs mesure environ 25 cm au garrot,,. La longueur totale du bout du museau jusqu'à l'extrémité de la queue varie de 337  à   500 mm, le poids varie de 1,5  à   2,75 kg.
La large tête avec de grands yeux semble disproportionnée en comparaison avec le reste du corps, pourtant lui-même d'apparence massive avec de courtes pattes et queue. Les oreilles arrondies sont placées bas sur le crâne, le revers est de la même couleur que la robe. La fourrure douce et épaisse est de couleur fauve clair à brun cannelle marquée de taches pleines de forme oblongue de couleur noire ou brun foncé. Au sud de son aire de répartition, dans la région de brousse du Karoo, le pelage a tendance à être plus foncé qu'au nord.
Le ventre est plus clair que le reste du corps, tandis que le menton, la poitrine et l'intérieur des membres sont blancs. Les marques se fondent en rayures sur les pattes et les hanches. Deux raies horizontales strient les joues, l'une part d'un coin externe de l'œil, l'autre au niveau de la truffe. La gorge est marquée de trois anneaux noirs. L'extrémité de la queue est noire, précédée de deux à trois anneaux noirs. À l'inverse des autres félins tachetés, la peau du Chat à pieds noirs est non pigmentée, ; la truffe est rose. La nuit, les yeux renvoient des reflets bleutés lorsqu'ils sont pris dans la lumière. Comme son nom l'indique, les soles plantaires, c'est-à-dire le dessous du pied, sont recouvertes de poils noirs, qui le protègent peut-être des températures extrêmes du désert. Le Chat des sables (Felis margarita), petit félin vivant dans les zones désertiques d'Afrique du Nord, présente la même caractéristique morphologique,.
La longueur des bulles tympaniques représente un quart de la longueur totale du crâne. Le Chat des sables présente un développement similaire des bulles tympaniques, à un degré plus élevé. L'agrandissement de cette partie du crâne est généralement associé aux mammifères vivant dans les déserts, une bulle tympanique plus grande favorise probablement l'audition, l'air très sec étant plus faiblement conducteur du son. Le taux d'urée et de créatine dans le sang des Chats à pieds noirs est élevé, aussi bien chez les spécimens sauvages que chez les individus captifs ; il est plus élevé que celui de la plupart des autres félins adaptés aux milieux arides.
Dans la nature, il peut éventuellement être confondu avec le Chat sauvage d'Afrique subsaharienne (Felis silvestris cafra) qui se rencontre dans la même région et dont le pelage est similaire, mais celui-ci est plus gros qu'un chat domestique et sa robe comporte des marbrures sur un ton de couleur plus neutre.

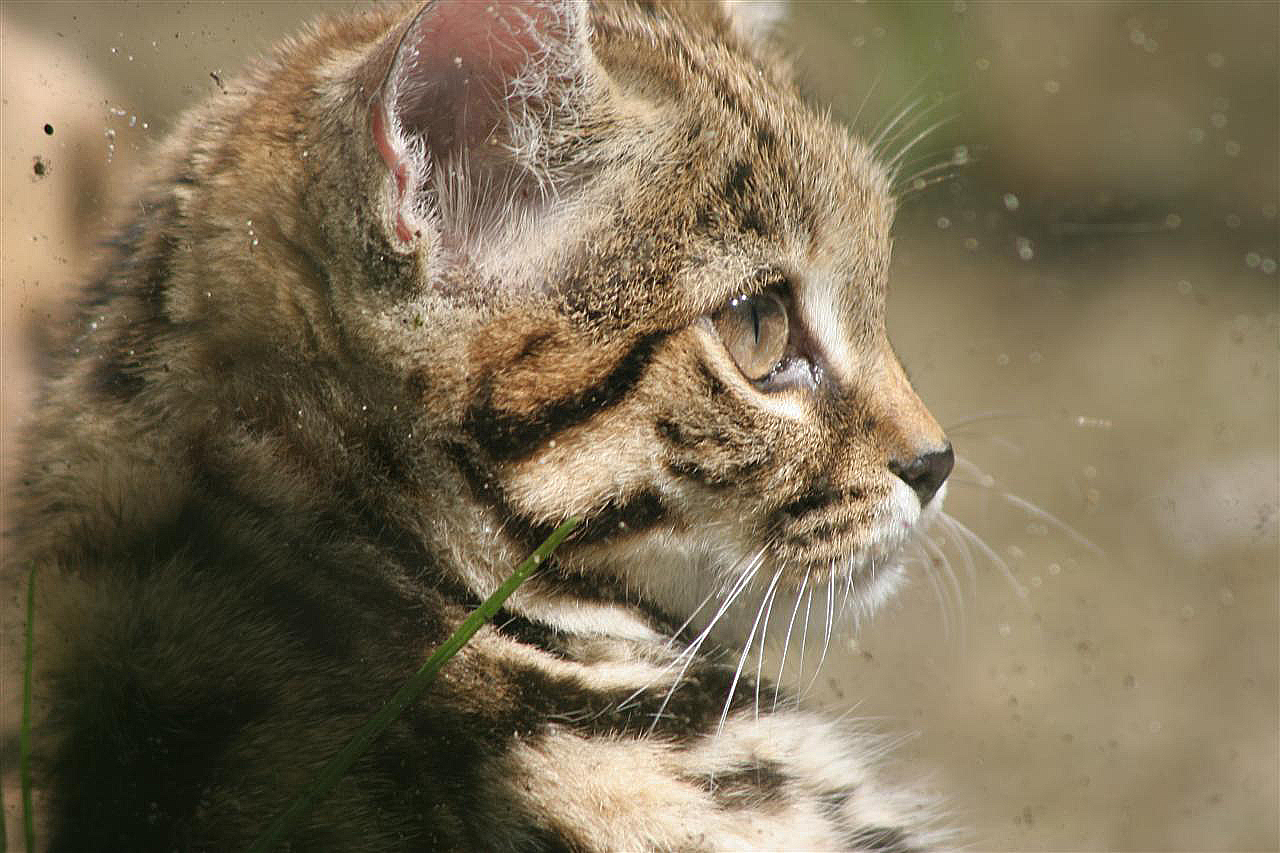
Portrait d'un Chat à pieds noirs, les dessins sur les joues sont bien apparents.
Comparaison entre la taille du Chat à pieds noirs, d'un chat domestique et d'un homme de 1,80 m.
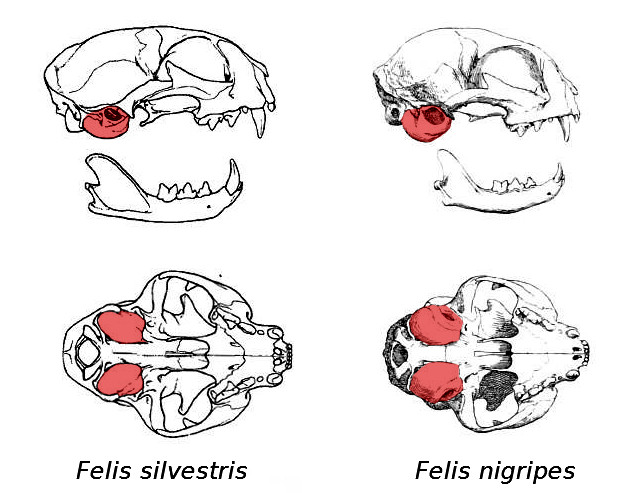
Mise en valeur des bulles tympaniques chez le Chat à pieds noirs et le Chat sauvage (Felis silvestris).

## Comportement

### Un félin nocturne«avec du caractère»

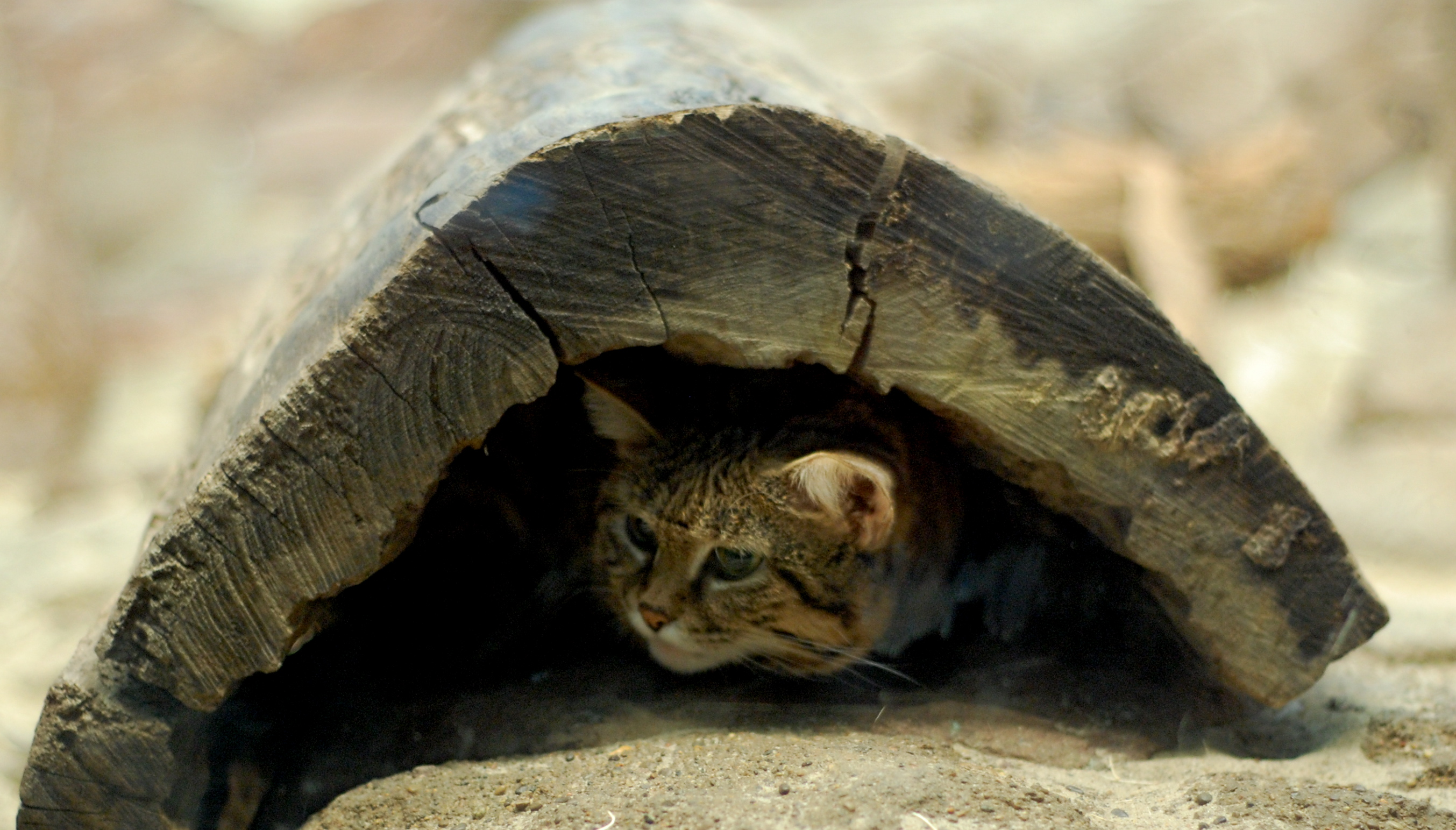
Le Chat à pieds noirs reste caché durant la journée.

Le Chat à pieds noirs est un carnivore strictement nocturne ; il ne sort aux premières lueurs du jour ou en fin d'après-midi que durant les mois hivernaux. Toutefois, en captivité, il est un des petits félins les plus actifs en journée. Durant la journée, il se cache dans les terriers inhabités d'autres mammifères comme le Lièvre sauteur (Pedetes capensis), le porc-épic ou l'Oryctérope du Cap (Orycteropus afer), sous les anfractuosités rocheuses et les buissons ou dans une vieille termitière.
En captivité, le Chat à pieds noirs est très actif, marchant et trottant dans son enclos, ce qui peut être révélateur d'un félin habitué à couvrir de longues distances dans la nature. Ce comportement se développe à partir de l'âge de cinq mois. En revanche, l'escalade n'est pas caractéristique de ce félin : en captivité, les chatons montrent moins d'intérêt au saut et à l'escalade que les autres espèces de félins, et les branches d'arbres sont totalement ignorées ; dans la nature, le zoologiste Alex Sliwa n'a observé qu'une seule fois un Chat à pieds noirs se cacher dans un arbre, pour éviter d'être capturé. C'est un terrassier qui se sert de ses puissantes pattes antérieures pour agrandir ou construire son terrier, ou encore pour débusquer ses proies. Contrairement au chat domestique, qui n'utilise qu'une seule patte, le Chat à pieds noirs utilise alternativement ses deux pattes antérieures pour creuser et dégager le sable.
Le Chat à pieds noirs est un animal timide qui cherche à se cacher à la moindre perturbation. Petit, discret et nocturne, il est très difficile à observer : le mammalogiste sud-africain Reay Smithers n'a pu apercevoir que quelques individus solitaires en 600 heures de comptage de nuit et ceux-ci se cachèrent immédiatement lorsqu'ils furent pris dans le flot de lumière. Cependant, quand il est acculé, il est connu pour se défendre farouchement. Son caractère est considéré comme hautement asocial et obstiné. Le zoologiste Alex Sliwa a observé un Chat à pieds noirs attaquer une Autruche d'Afrique (Struthio camelus) pendant plus d'une demi-heure, jusqu'à ce que celle-ci finisse par s'enfuir, effarouchée par la hargne de son adversaire, mais également une petite femelle se défendre farouchement contre un Chacal à chabraque (Canis mesomelas).
Même en captivité, son caractère féroce ne s'estompe pas, et il est impossible à dompter. Les gardiens de zoo décrivent le Chat à pieds noirs comme « a sand cat with an attitude » (« un chat des sables avec du caractère ») : en effet, le Chat des sables partage le même type d'habitat et de proies que le Chat à pieds noirs, mais possède un caractère docile et confiant. Une explication pour cette différence de caractère serait que le Chat à pieds noirs doit cohabiter avec de nombreux grands prédateurs (lions, hyènes, léopards…) et qu'un tempérament agressif peut être considéré comme essentiel à la survie.

### Structure sociale
Le Chat à pieds noirs adopte l'organisation territoriale typique des félins : un mâle recouvre le territoire de une à quatre femelles, les recouvrements de territoires entre individus de même sexe étant évités dans la mesure du possible. En une année, la femelle parcourt un territoire moyen de 10 km2 tandis que celui du mâle avoisine les 22 km2. La densité de population en Afrique du Sud, près de Kimberley, est de 0,17 chat adulte par kilomètre carré.
Comme pour l'ensemble des félins, le territoire est régulièrement délimité par des marques olfactives. Chez le Chat à pieds noirs, ces marques sont déposées en frottant des parties du corps contre des objets (joues pour les deux sexes, menton et cou pour le mâle uniquement), mais surtout en déposant des jets d'urine sur des points de repère. La fréquence du marquage par jet d'urine est dépendante du cycle de reproduction. Chez la femelle, le marquage du territoire s'effectue essentiellement par jet d'urine et s'accroît un mois et demi avant la période de reproduction, puis décroît durant la gestation et disparaît durant l'éducation des chatons. De même, le mâle marque son territoire par jet d'urine environ dix à douze fois par jour, mais la fréquence augmente lors de la saison de reproduction. Une nuit avant l'accouplement, un mâle peut réaliser jusqu'à 585 jets d'urine. Les fèces sont dispersées sur le territoire et ne sont pas recouvertes.

### Vocalisations
Le Chat à pieds noirs a un miaulement assez particulier, qui commence par une note vibrante et qui se termine par un cri ressemblant à un rugissement. Cette vocalisation est ensuite répétée plusieurs fois à environ une à deux secondes d'intervalle. Se situant une octave au-dessus du véritable rugissement, il est décrit par Peter Jackson comme « profond et sonore pour un si petit animal ». Il s'agit probablement d'un appel longue distance. La densité de population du Chat à pieds noirs est très faible et les chaleurs sont très courtes : une vocalisation longue distance efficace est sans doute un avantage dans de telles conditions.
En plus de cette vocalisation, le Chat à pieds noirs peut produire une série de gargouillements grinçants se terminant soit par un son comparé à un miaulement soit par une expiration brusque. Cette vocalisation de longueur variable est utilisée par le mâle pour courtiser la femelle en période de reproduction, ou par la femelle pour avertir les chatons d'un danger afin qu'ils se dispersent. Un faible staccato accompagné d'un mouvement des oreilles de la mère avertit les chatons que le danger s'est éloigné.
Le Chat à pieds noirs peut également ronronner, siffler, cracher, grogner et gronder.

### Chasse et alimentation

#### Un chasseur insatiable

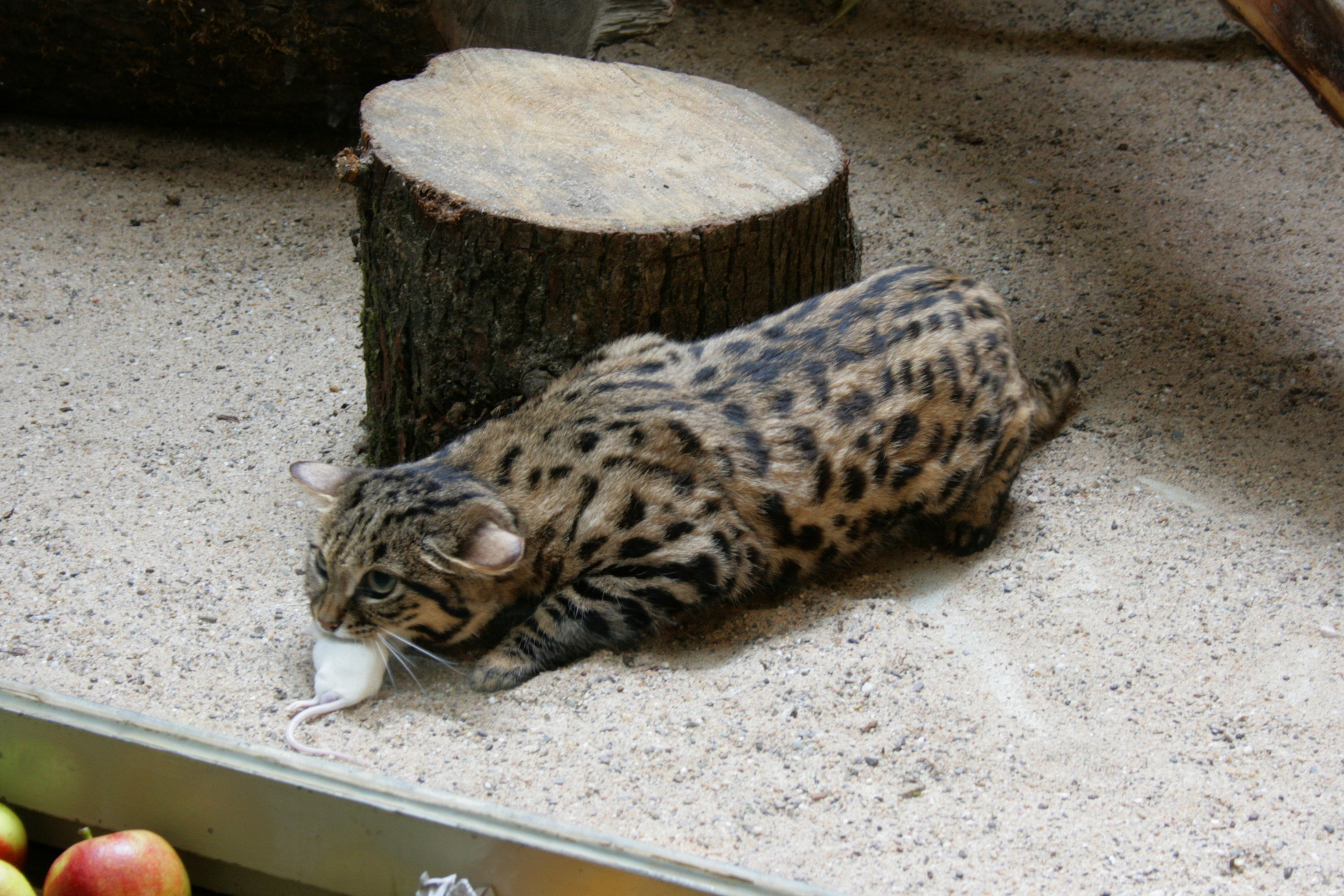
Un Chat à pieds noirs du zoo de Wuppertal emporte une souris dans sa gueule.

Le Chat à pieds noirs est un chasseur nocturne insatiable, qui sort toutes les nuits et par tous les temps, malgré la température qui peut varier de −10 à 30 °C. Extrêmement actifs, ces félins parcourent en moyenne huit kilomètres et jusqu'à seize kilomètres toutes les nuits à la recherche de proies. Le taux de réussite est de 60 % : en moyenne, un Chat à pieds noirs fait une tentative toutes les trente minutes et tue un petit animal toutes les cinquante minutes. Cela représente, chaque nuit, dix à quinze petits mammifères et oiseaux tués, soit 250  à   300 g de viande : ce petit félin absorbe chaque nuit l'équivalent de 20 % de son propre poids. À titre de comparaison, un tigre peut avaler jusqu'à 20 % de son propre poids après la capture d'une grosse proie, mais il restera par la suite plusieurs jours sans manger. Même en captivité, les besoins énergétiques du Chat à pieds noirs sont importants (200 g de viande par jour) en comparaison des autres petits félins ; il est supposé que ce félin ait un rythme métabolique très élevé.
Le Chat à pieds noirs possède trois techniques de chasse différentes : la chasse lente, la chasse rapide et l'affût. Durant la chasse lente (0,5  à   0,8 kilomètre par heure), le Chat à pieds noirs louvoie entre les rochers et les herbes, attentif à tout mouvement, aplati sur le sol pour se rapprocher au plus près de sa proie. La chasse rapide (2 à 3 kilomètres par heure) permet de débusquer ses proies par une course au-dessus ou à travers les herbes. La dernière technique de chasse est un affût : le félin reste assis immobile près du terrier d'un rongeur pour le capturer au moindre signe d'activité. Les yeux peuvent être clos, ce qui peut donner l'impression qu'il dort, mais les oreilles bougent constamment, attentives au moindre bruit,.
Pour attraper les oiseaux, le Chat à pieds noirs privilégie la chasse lente avant de s'élancer vers sa proie très rapidement, souvent par un grand saut pouvant atteindre deux mètres de long et jusqu'à 1,4 mètre de haut. L'oiseau est soit directement saisi en vol, soit repoussé sur le sol avec les pattes antérieures avant de subir la morsure fatale. Les plus petits oiseaux ne sont pas plumés et sont mangés entièrement en deux à quatre minutes, tandis que seules les plus longues plumes du corps et des ailes sont retirées des gros oiseaux. Le poids de l'Outarde korhaan (Eupodotis afra) représente un tiers à la moitié de celui d'un Chat à pieds noirs. Des observations de ce type de prédation ont été rapportées par Alex Sliwa : une femelle a discrètement rattrapé sa proie pendant une vingtaine de minutes. Sur les trois derniers mètres, une course rapide lui permet de mordre l'outarde directement dans le cou, tout en la maintenant pendant deux minutes, le temps que l'oiseau cesse de battre des ailes. La chasse est suivie d'une courte période de calme durant laquelle le félin vérifie l'absence de danger avant de commencer à manger.
Avec de grosses proies ou éventuellement sur des carcasses, le Chat à pieds noirs peut se nourrir pendant plusieurs heures et consommer d'importantes quantités d'os et de chair comparativement à sa taille. Le félin peut également en détacher ou en cacher une partie pour partir à l'aube ou tirer la carcasse à l'abri. Lorsque la proie est grosse et difficile à transporter, il peut la recouvrir de sable et revenir s'en nourrir la nuit suivante.

#### Une majorité de petites proies

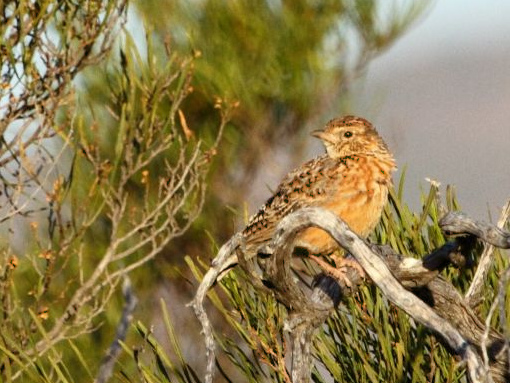
L'Alouette bateleuse fait partie des proies du Chat à pieds noirs.

Les animaux pesant entre 30  et   40 grammes, c'est-à-dire majoritairement des rongeurs et des petits oiseaux, représentent 53 % en masse de proie et composent donc l'essentiel du bol alimentaire. Le Chat à pieds noirs chasse des proies plus petites que le Chat sauvage d'Afrique subsaharienne (le poids moyen des proies par nuit est de 237 ± 105 g, contre 401 ± 358 g pour le Chat sauvage, le nombre de proies capturées est sensiblement le même pour les deux espèces), ce qui réduit la compétition interspécifique. Il parcourt en moyenne plus de kilomètres chaque nuit. Toutefois, et contrairement aux autres petits félins, le Chat à pieds noirs s'attaque également à de grosses proies comparativement à sa taille, telles que l'Outarde korhaan (Afrotis afra) et le Lièvre du Cap (Lepus capensis). Opportuniste, il lui arrive aussi de voler des œufs d'outarde et de manger des carcasses de très jeunes Springboks (Antidorcas marsupialis). En termes de masse, l'essentiel de ses proies sont des mammifères (72 %) et des oiseaux (26 %) tandis que les invertébrés, les batraciens et les reptiles représentent seulement 2 % de son régime alimentaire,.
Les gerbilles, les souris et les musaraignes sont les principaux mammifères chassés par le Chat à pieds noirs ; ces petits rongeurs représentent 39 % en masse de proies. En période d'élevage des jeunes, la femelle favorise la capture de petits rongeurs tels Malacothrix typica tandis que le régime alimentaire du mâle est moins sujet à des variations saisonnières : il se pourrait que ce soit un moyen de réduire la compétition intraspécifique lors de l'élevage des jeunes. Les petits oiseaux comptent pour 21 % des proies capturées et sont majoritairement des alouettes, des pipits et des passereaux tel que l'Alouette bateleuse (Mirafra apiata) ou l'Alouette éperonnée (Chersomanes albofasciata). Les insectes et araignées représentent 70,8 % des proies mais ne comptent que pour 1 % du poids total de nourriture. Parmi les insectes chassés par le Chat à pieds noirs figurent les chrysopes, les sauterelles, les criquets, les papillons de nuits et occasionnellement les termites-ailées émergeant de la termitière.
Les grosses proies telles que l'Outarde korhaan ou le Lièvre du Cap, qui pèsent respectivement le tiers au double d'un Chat à pieds noirs, composent 32 % du poids total de proies consommées. C'est une situation unique chez les petits félins qui s'attaquent rarement à des proies supérieures à 10 % de leur propre poids. La part des carcasses est également élevée (15 %) ; cependant, l'ensemble des données disponibles sur le régime alimentaire de ce félin proviennent de la même zone d'étude dépourvue de grands prédateurs (lions, hyènes), ce qui laisse de bonnes opportunités aux plus petits animaux de se nourrir sur des charognes.
Le Chat à pieds noirs boit uniquement s'il trouve de l'eau. Dans le cas inverse, il semble trouver suffisamment d'apport hydrique dans ses proies. En captivité, le Chat à pieds noirs a besoin d'un accès à l'herbe, sans quoi il perd l'appétit. La présence d'herbes et de feuilles a été notée dans les estomacs de sept Chats à pieds noirs provenant du Botswana mais l'ingestion de végétaux n'a encore jamais été observée dans la nature.

### Reproduction et élevage des jeunes

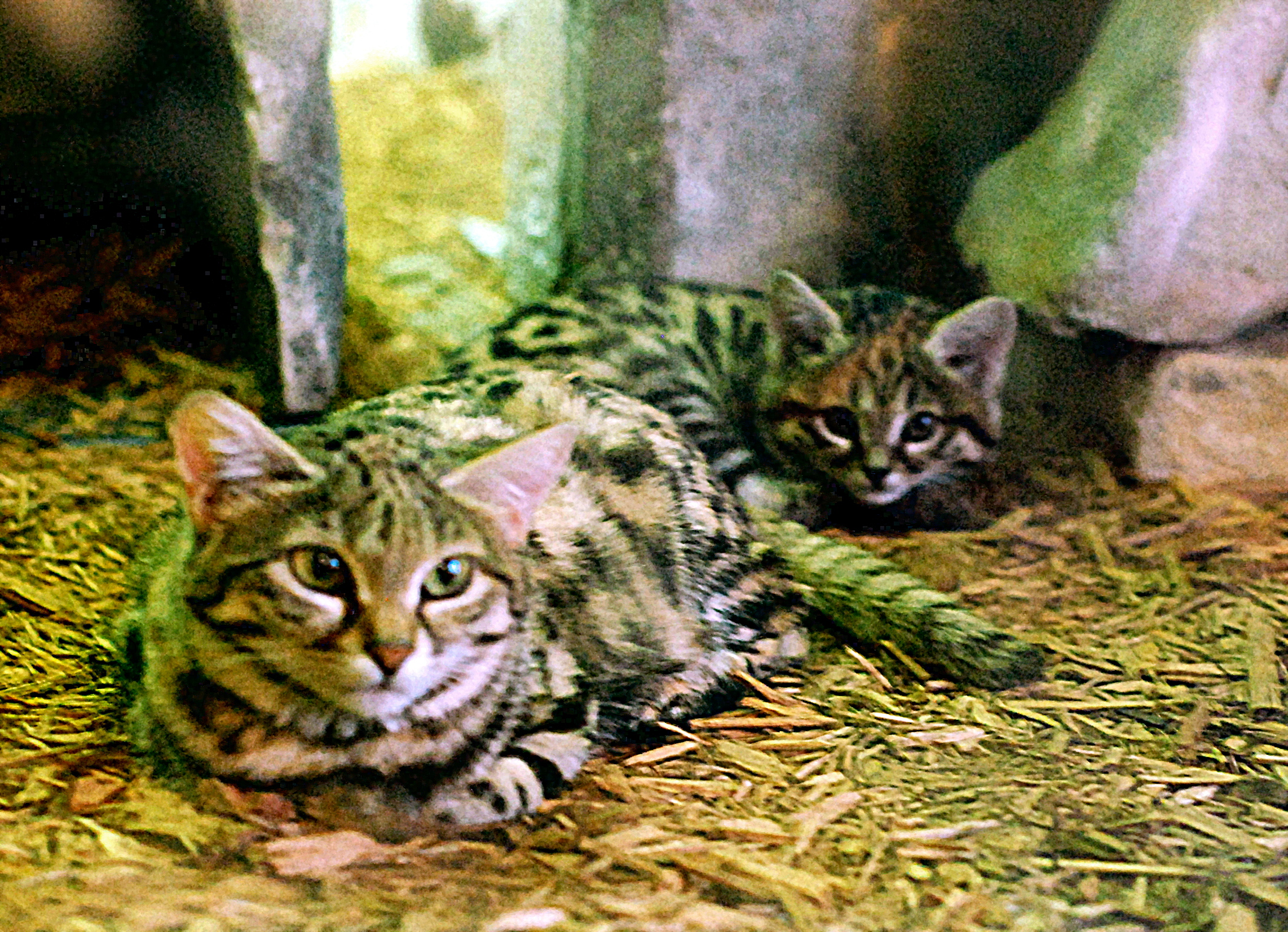
Un Chat à pieds noirs adulte et un chaton au zoo de Cleveland.

Il n'y a pas de saison de reproduction spécifique, bien que la plupart des accouplements aient lieu au printemps de l'hémisphère sud. Comme pour tous les félins, l'accouplement est bref mais fréquent. L'œstrus dure un à deux jours. Cependant, la femelle est réceptive seulement 5  à   10 heures. Il s'agit de la plus courte période d'œstrus chez les félins pour lesquels on dispose de données. Durant cette période, le mâle peut couvrir la femelle jusqu'à une douzaine de fois, toutes les 20 à 50 minutes. En l'absence de fécondation, l'œstrus se reproduit tous les 54 jours en moyenne.
La chatte met le plus souvent bas entre les mois de décembre et de février (ce qui correspond aux mois d'été dans l'hémisphère sud), après 63  à   68 jours de gestation, soit une semaine de plus que le chat domestique. Les portées se composent de un à quatre chatons, deux le plus souvent (une portée de trois chatons est déjà rare). À la naissance, ils pèsent de 60  à   93 g. La femelle élève seule les petits dans une tanière qui peut être un terrier abandonné par un autre animal, une anfractuosité dans des rochers et parfois une vieille termitière. Cette dernière cachette lui vaut le surnom de « chat des termitières » (Miershooptier). En captivité, il est nécessaire de fournir une nouvelle boîte-tanière à la femelle tous les six à dix jours, ce qui est une fréquence importante même pour un petit félin. Souvent associés à un comportement hygiéniste, ces changements fréquents pourraient également constituer une adaptation à un milieu riche en prédateurs. L'infanticide et l'abandon sont la première cause de mortalité des jeunes en captivité.
Dès les premiers jours après la naissance, la mère peut laisser ses petits seuls dans la tanière pendant plusieurs heures, et les chatons sont probablement adaptés à vivre de longues périodes sans téter. Les chatons rampent et lèvent la tête un jour après la naissance, et à quatre jours ils sont capables de sortir de la tanière en rampant. Les yeux s'ouvrent entre deux et dix jours. Les premiers pas et la première toilette ont lieu vers deux semaines. Entre 14  et   21 jours apparaissent les dents de lait ; les dents adultes apparaissent à l'âge de 145  à   185 jours. À l'âge de cinq semaines, les chatons mangent leurs premières proies, apportées vivantes par leur mère, et qu'ils doivent mettre à mort. Durant cette période, la mère peut rapporter jusqu'à la moitié des proies qu'elle capture à ses petits. Ils sont sevrés à deux mois. Les jeunes deviennent indépendants vers l'âge de trois mois, mais il arrive qu'ils restent quelque temps sur le territoire de leur mère,. L'âge de la maturité sexuelle, d'abord évalué à 21 mois, est à présent considéré comme atteint entre huit et douze mois chez la femelle. Le mâle commence à marquer par jet d'urine dès sept mois.
Le comportement reproductif du Chat à pieds noirs est adapté à l'environnement difficile dans lequel il vit : des plaines arides, sans arbre ni cachette évidente, exposées à de grands prédateurs. La période de reproduction très courte, la gestation longue, donnant de petites portées, et le développement rapide des chatons en comparaison des autres félins permet de limiter la vulnérabilité aux prédateurs de la femelle et de ses petits dans une période clé de la propagation de l'espèce.

### Mortalité

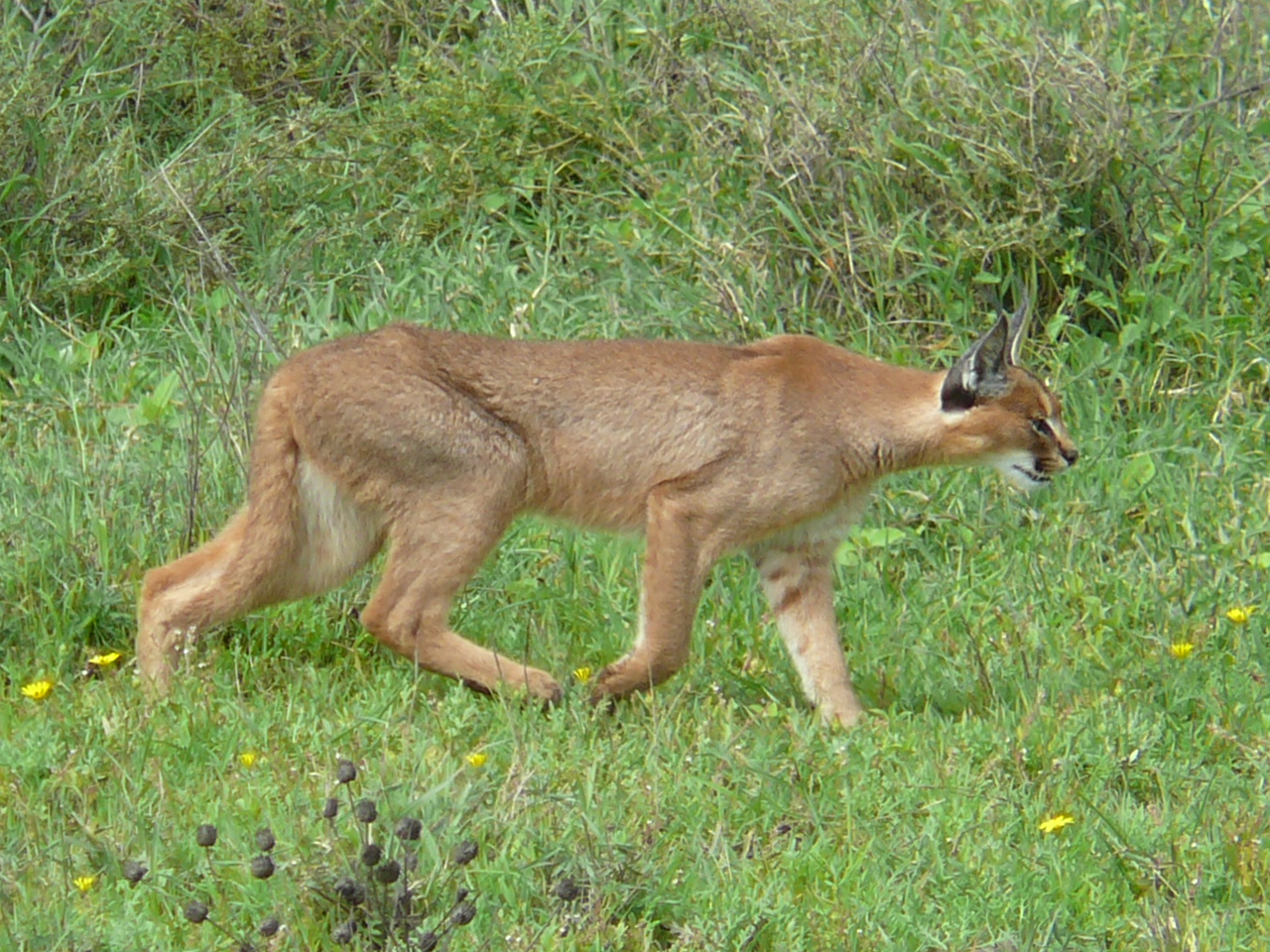
La prédation du Caracal sur le Chat à pieds noirs est avérée.

Du fait de sa petite taille, le Chat à pieds noirs a de nombreux prédateurs naturels, dont les hiboux et les serpents, le Chacal à chabraque, et le Caracal (Caracal caracal).
Le Chat à pieds noirs est sujet aux maladies respiratoires et rénales en captivité. Une étude menée sur des Chats à pieds noirs élevés en captivité a montré une prévalence de l'amylose de type AA. Sur 38 autopsies effectuées, 33 spécimens présentaient un dépôt amyloïde à différents degrés, et l'amylose était la cause de la mort dans 68 % des cas. N'étant pas d'origine inflammatoire ou due au stress, cette maladie est probablement héréditaire chez cette espèce, et le caractère féroce et irritable du Chat à pieds noirs pourrait simplement en être un symptôme. Par ailleurs, la présence de dépôts amyloïdes a été observée sur les tissus d'un individu sauvage.
En captivité, le Chat à pieds noirs peut vivre jusqu'à 15,6 ans, bien qu'en moyenne ce félin ne vive que deux à cinq ans. Le record de longévité observé dans la nature est d'environ neuf ans mais l'espérance de vie moyenne est estimée à cinq à six ans, ce qui en ferait un cas assez atypique chez les animaux, les individus captifs vivant moins longtemps que les individus en liberté.

## Évolution de l'espèce et sous-espèces
- Felis
  - 
    - Felis chaus - Chat de la jungle
    - 
      - Felis nigripes - Chat à pieds noirs
      - 
        - Felis margarita - Chat des sables
        - 
          - Felis silvestris - Chat sauvage
          - Felis catus - Chat domestique

Le Chat à pieds noirs appartient au genre Felis depuis sa première description par Burchell en 1824 dans Travels Interior of Southern Africa,. Ils forment un clade avec les quatre félins suivants : le Chat de la jungle (Felis chaus), le Chat des sables, le Chat sauvage et le Chat domestique. Des travaux effectués sur l'ADN en 2006 et 2007, effectués sur les chromosomes sexuels et l'ADN mitochondrial de toutes les espèces de félins, conjugués à des recherches paléontologiques, ont révélé que la lignée du Chat domestique (Felis silvestris catus) a vraisemblablement divergé il y a 3,4 Ma, au Pliocène, dans les déserts et les forêts denses du bassin méditerranéen,.
Originellement, deux sous-espèces ont été proposées sur des critères phénotypiques et géographiques ; il était supposé que le fleuve Orange constituait une barrière naturelle ayant empêché le mélange de deux populations. On distinguait ainsi :
- Felis nigripes nigripes Burchell, 1824 : situé au nord de l'aire de répartition (Kalahari botswanais, Namibie et nord du Cap). Le pelage est clair, avec le fond fauve ou blanc cassé et les taches brunâtres ou fauves. Les bandes qui partent de la nuque sont souvent brisées en taches ou en rayures courtes[44]. C'est la plus petite des deux sous-espèces[43]. L'holotype était une peau incomplète observée par Burchell[44] ;
- Felis nigripes thomasi Shortridge, 1931 : son aire de répartition recouvre le sud-est de l'Afrique du Sud. Il est légèrement plus gros que Felis nigripes nigripes[43]. Son pelage est plus foncé, de couleur cannelle à chamois avec des taches noires satinées. Les bandes de la nuque sont fortement développées[44]. L'holotype est un squelette et une peau possédés par le muséum Albany[44].

Toutefois, on peut trouver au centre de l'Afrique du Sud, près de Kimberley, des individus possédant des caractéristiques morphologiques proches des deux sous-espèces, : les deux formes considérées comme des sous-espèces ne sont probablement que les extrémités d'une variation clinale. En 2017, il est proposé d'invalider les deux sous-espèces et de considérer que le Chat à pieds noirs est une espèce monotypique.

## Chorologie

### Habitat et distribution

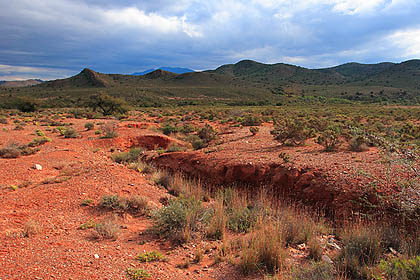
Le désert du Karoo, habitat naturel du Chat à pieds noirs.

Le Chat à pieds noirs vit dans les déserts semi-arides et la savane. Il aime les régions sèches ouvertes, recouvertes d'herbes hautes avec très peu d'arbres et de buissons ; l'habitat idéal est riche en rongeurs et en oiseaux. Ce félin peut vivre jusqu'à 2 000 mètres d'altitude.
On le trouve dans le désert du Karoo et sur une partie du Highveld, mais il n'est présent que sur le pourtour du désert du Kalahari. Les zones trop sèches et trop sableuses ne lui conviennent pas, la pluviométrie annuelle est comprise entre 100  et   500 mm,. Il est essentiellement présent en Afrique du Sud dans l'État-Libre et dans la province du Cap ainsi qu'en Namibie. Le Chat à pieds noirs est historiquement présent au Botswana mais aucune observation récente n'a été rapportée. Il est peut-être présent dans les pays frontaliers du Mozambique, du Zimbabwe et de l'Angola, bien qu'il n'y ait jamais été signalé.
Le Chat à pieds noirs est probablement l'espèce de félin la plus rare d'Afrique. Sa présence est rarement reportée, mais il est difficile de savoir si cela est dû à des effectifs très faibles ou à sa nature discrète et à son habitat hostile qui limitent les possibilités d'observations. Bien que le Chat à pieds noirs soit considéré comme commun en certains points de son aire de répartition,, sa distribution réduite le range dans la catégorie des animaux rares.
Sa présence est certaine dans les parcs nationaux du Karoo, des Zèbres de montagne et des Éléphants d'Addo en Afrique du Sud et dans le parc du pan de Makgadikgadi au Botswana. Le parc transfrontalier de Kgalagadi et la réserve de chasse du Kalahari central n'ont pour l'instant pas confirmé sa présence.

### Menaces pesant sur l'espèce
Le Chat à pieds noirs est principalement menacé par la réduction de son habitat naturel, due au surpâturage. Ne s'attaquant pas au petit bétail et chassant principalement les rongeurs, il est un atout pour l'agriculture,. Toutefois, il arrive qu'il tombe dans les pièges initialement prévus pour le Chat sauvage d'Afrique subsaharienne, ou qu'il avale les appâts empoisonnés placés à l'attention des chacals,. L'intoxication aux pesticides contenus dans les sauterelles, dont il se nourrit, est aussi un facteur de risque.
Ce félin ne semble pas menacé par la chasse aux fourrures. Un acheteur de peaux d'Afrique du Sud a précisé que sur les milliers de fourrures de petits mammifères dont il faisait le commerce en une année, seules dix-neuf appartenaient à des Chats à pieds noirs.
Les actions de protection à envisager sont la réalisation d'études sur le terrain afin de connaître plus finement sa répartition en Namibie et au Botswana, ainsi que dans les zones les plus sèches de son aire de répartition.

### Statut légal

L'espèce est présente dans le sud de l'Afrique uniquement.

Le Chat à pieds noirs est listé comme « vulnérable » dans la liste rouge de l'UICN en 2002 car la population sauvage n'excède pas 10 000 individus, avec une tendance à la décroissance. Placé en Annexe I de la CITES depuis 1975, son commerce international est interdit sans autorisation préalable et il est protégé par la loi en Afrique du Sud (classé comme espèce rare) et au Botswana, mais pas en Namibie, au Mozambique ni au Zimbabwe.
Le Chat à pieds noirs étant classé en annexe A du règlement de l'Union européenne concernant la protection des espèces de faune et de flore sauvages par le contrôle de leur commerce, sa détention en France est autorisée pour un établissement d'élevage ou de présentation au public d'animaux sauvages (parc zoologique par exemple) ; ces établissements doivent être titulaires d'un certificat de capacité pour l'entretien d'animaux d'espèces non domestiques et obtenir une autorisation de détention d'animaux d'espèces non domestiques,.

### Élevage conservatoire

#### Présence en captivité

Un Chat à pied noirs au zoo de Wuppertal en Allemagne.

Le Chat à pieds noirs est l'objet d'un programme d'élevage européen en captivité (EEP) et d'un Programme américain pour les espèces menacées (SSP).
Roland Lindemann réussit pour la première fois à faire se reproduire le Chat à pieds noirs au Catskill Game Farm, un zoo des États-Unis, en 1960. En Europe, le zoo de Wuppertal reçoit ses premiers spécimens en 1957 et réussit pour la première fois à reproduire ces félins en captivité en 1963. Plus de 145 chatons y sont nés en 78 portées différentes, ce qui a permis de collecter de nombreuses informations sur la reproduction (gestation, œstrus, maturité sexuelle) du Chat à pieds noirs. La majorité des Chats à pieds noirs en captivité y sont détenus et depuis 1993, le zoo de Wuppertal a la responsabilité du studbook international. Publié en deux langues tous les ans ou tous les deux ans, ce registre contient toutes les informations concernant les chats en captivité, les naissances, les décès, les transferts d'une institution à une autre et également plusieurs analyses génétiques et statistiques. En juillet 1996, il y avait 68 chats détenus dans 17 institutions nord-américaines, européennes et africaines. En juillet 2011, 74 étaient détenus dans 23 institutions situées en Allemagne, Arabie saoudite, États-Unis, Royaume-Uni et Afrique du Sud. Entre 1964 et juillet 2011, 726 individus ont été enregistrés dans le studbook international.
Des naissances sont annoncées par le zoo de Cleveland, dont le couple reproducteur Godiva et Wyatt, issu du zoo Henry Doorly à Omaha dans le Nebraska, a déjà donné naissance à deux portées depuis 2009. En 2011, le zoo de Fresno Chaffee en Californie annonce des naissances consécutives aux recommandations de l'Association des zoos et des aquariums (AZA) ; de même en 2012 le zoo de Brookfield annonce sa première naissance depuis son acquisition d'un couple en 2009, dont l'abandon par la femelle a nécessité un nourrissage au biberon de l'unique chaton.
Depuis quelques années, les populations détenues dans les zoos européens ont commencé à décroître. D'une part, le Chat à pieds noirs est sujet à l'Amylose de type AA, une maladie encore mal connue, dont l'un des facteurs aggravants pourrait être le stress. Par ailleurs, les espaces zoologiques ont moins d'intérêt à conserver des petits félins car ceux-ci sont moins actifs dans la journée et donc moins attractifs pour le public. L'avenir de l'espèce en espace zoologique est menacé, la diversité génétique de l'espèce n'est que de 84 % et les modèles prévisionnels font chuter ce ratio à 57 % à la fin du XXIe siècle. L'introduction de nouvelles lignées est donc nécessaire à la survie de l'espèce en captivité et l'utilisation de techniques de procréation médicalement assistée est envisagée comme un moyen de renforcer le patrimoine génétique du Chat à pieds noirs sans prélèvement de spécimens sauvages dans la nature,.

#### Équipements requis

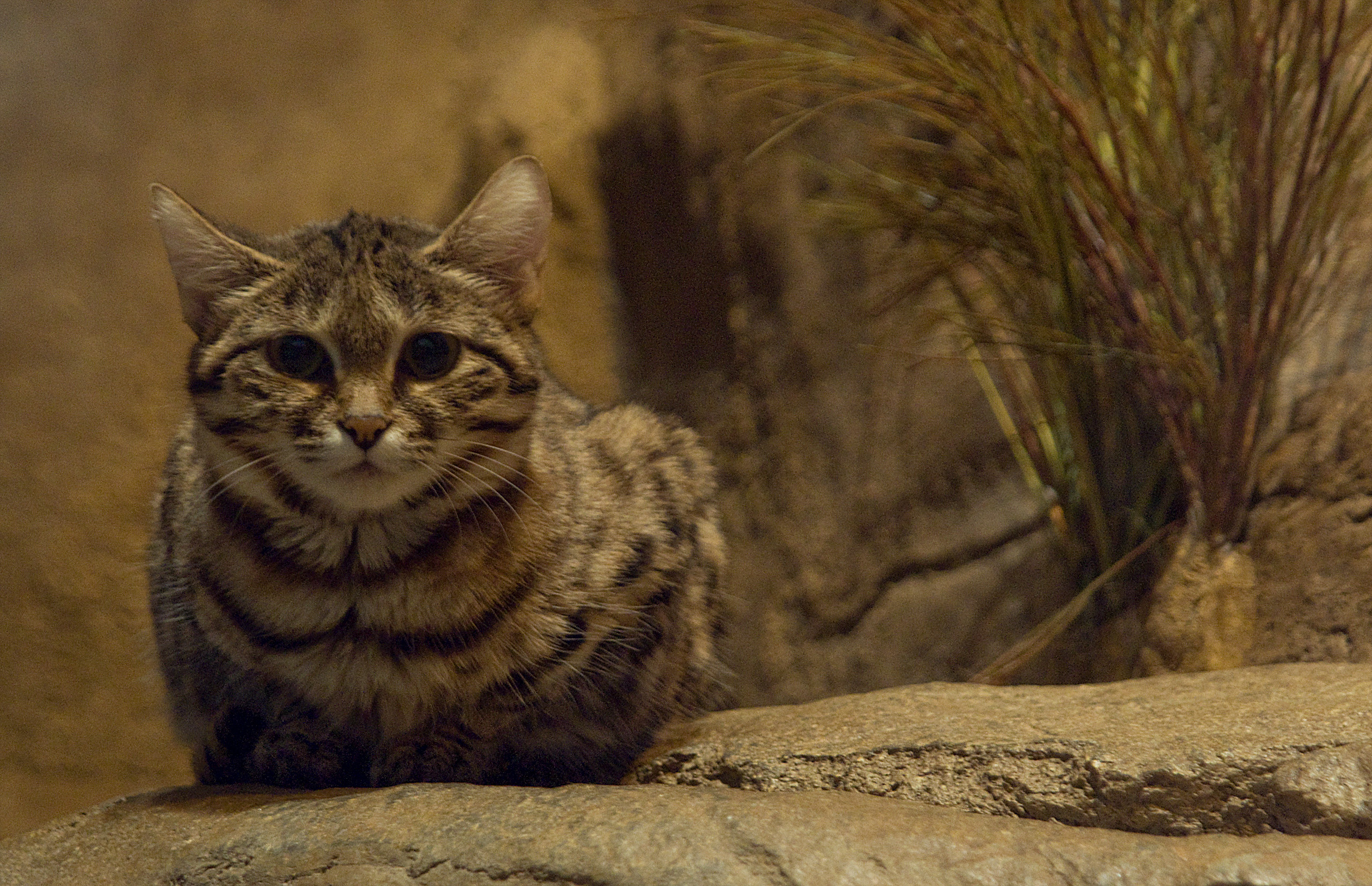
L'enclos d'un Chat à pieds noirs reproduit un habitat rocheux et aride comme ici au zoo de Brookfield.

Le Chat à pieds noirs est une espèce difficile à élever dans un parc zoologique. La mortalité est élevée chez les jeunes comme chez les adultes. L'Association mondiale des zoos et aquariums (WAZA) donne les recommandations suivantes pour le bien-être de l'animal :
- L'enclos doit comporter un abri chauffé (18 à 26 °C) et disposant d'une lampe infrarouge permettant de garder l'endroit chaud et de maintenir une humidité relative inférieure à 50 %, idéalement 35 % : un Chat à pieds noirs soumis à une atmosphère trop humide peut développer des maladies respiratoires[11]. La superficie de cet enclos doit être au minimum de 10 m2 pour un couple et 4 m2 doivent être ajoutés pour chaque individu supplémentaire[62].
- L'enclos extérieur doit reproduire l'habitat aride de ce félin. Le sol en béton ou en époxy recouvert de sable doit être planté d'herbes et de petits buissons. Des structures élevées telles que des rochers ou des branches d'arbre feront office de point d'observation ou de repos. Il est recommandé de fournir plusieurs cachettes (boîtes en bois, trou dans une souche…) et de changer fréquemment les plantes qui sont des points de marquage olfactif. La superficie de cet enclos doit être au minimum de 10 m2 pour un couple et 4 m2 doivent être ajoutés pour chaque individu supplémentaire[62]

L'alimentation doit être variée (mammifères, oiseaux) afin de minimiser les risques rénaux. Ce félin doit être gardé à l'intérieur lorsque la température descend en dessous de 5 °C. Les Chats à pieds noirs peuvent être gardés en couple, mais le mâle doit être séparé de la femelle lors de la naissance et l'allaitement des chatons. Les jeunes doivent être retirés de l'enclos à l'âge de cinq à sept mois.
Les Chats à pieds noirs montrent de l'intérêt pour les mêmes jouets que les chats domestiques comme les balles en plastique par exemple. Une étude menée en 2004 sur six chats détenus dans un zoo a révélé que l'emploi d'objets imprégnés d'odeurs de proie ou de cataire peut être un moyen efficace d'enrichir l'environnement des félins captifs.
Neuf comportements différents ont pu être identifié dans les zoos : la marche rapide, la marche, le jeu, la toilette, manger, être attentif, se reposer, dormir, se cacher. Deux pics d'activité ont été mis en relief par l'observation de caméras de surveillance dans les enclos des Chats à pieds noirs : un premier pic entre trois heures et neuf heures du matin et un second entre six heures et neuf heures du soir. Si se nourrir et se toiletter sont des activités constantes à toute heure, dormir ou être en alerte subissent de grandes variations au cours d'une journée.

#### Reproductionin vitroet insémination artificielle
En 2011, les équipes de l'Audubon Center for Research of Endangered Species ont annoncé la naissance de deux chatons, nés d'embryons congelés conçus in vitro en 2005 à partir de sperme congelé prélevé en 2003. La mère porteuse était une Chatte à pieds noirs. Un an plus tard, une Chatte à pieds noirs, issue de la même série d'embryons congelés, naît d'une chatte domestique. Ces deux espèces font partie du même clade et ont une biologie reproductrice proche (temps de gestation similaire par exemple). Bien qu'élevée par un animal domestique, la petite femelle, nommée Crystal, a un comportement comparable à n'importe quel membre de son espèce.
Après ces deux avancées, l'Audubon Nature Institute envisage le clonage en utilisant des cellules de peau d'un Chat à pieds noirs et un ovocyte de chat domestique. Un autre domaine d'expérimentation est l'utilisation de chatte domestique comme mère porteuse pour des espèces de félins moins proches génétiquement, et le centre de recherche tente à présent l'implantation d'embryons de Chat rubigineux (Prionailurus rubiginosus).
Des échantillons de sperme ont été collectés dans la nature par électroéjaculation par les membres du Lindner Center for Conservation and Research of Endangered Wildlife (CREW) en collaboration avec le Black-footed Cat Working Group. Une première opération en Afrique du Sud a permis l'obtention de 97 échantillons de sperme récoltés sur cinq Chats à pieds noirs. La moitié des prélèvements est destinée aux États-Unis, l'autre moitié est conservée au National Zoo's Wildlife Biological Resource Centre à Pretoria en Afrique du Sud. Des prélèvements sanguins et fécaux ont également été réalisés et les données obtenues ont permis d'améliorer les connaissances sur la biologie reproductive du Chat à pieds noirs. L'insémination artificielle est envisagée, bien qu'elle ne soit encore qu'au stade de la recherche pour cette espèce.
Ces travaux permettent d'ouvrir une nouvelle voie pour l'élevage conservatoire, en permettant de réutiliser le patrimoine génétique des espèces menacées, même des années après leur collecte. L'insémination artificielle, la fécondation in vitro et le transfert d'embryon sont des techniques qui permettent de réunir des couples captifs incompatibles (comportement agressif par exemple), d'éviter le stress du transport des couples de félins ou d'apporter « du sang neuf » sans avoir à prélever un félin dans la nature. Des modèles informatiques suggèrent qu'introduire deux fondateurs tous les cinq ans pendant une cinquantaine d'années dans une population d'une centaine de félins captifs permettrait une diversité génétique comparable à celle d'une population de 400 individus.

## Le Chat à pieds noirs dans la culture

### Folklore
Dans les légendes San du Kalahari, le Chat à pieds noirs est un animal téméraire qui attaque les girafes en transperçant leurs jugulaires. Même les chatons ont la réputation d'être féroces et opiniâtres comme leurs parents. Bien que n'hésitant pas à s'attaquer à des proies plus volumineuses que lui, les recherches ex situ menées par le docteur Alex Sliwa ont montré que le Chat à pieds noirs ne s'attaquerait jamais à une proie aussi grosse.

### LeBlack-footed Cat Working Group

Logo du Black-footed Cat Working Group.

Le Chat à pieds noirs, comme la plupart des petits félins, est très peu étudié par la communauté scientifique : entre 1986 et 2007, seules 4 publications ont été réalisées tandis que sur la même période 116 publications prenaient le lion comme sujet,. Le Black-footed Cat Working Group (BFCWG) est une organisation pluridisciplinaire issue de l'association de chercheurs du San Diego Zoo Safari Park, du zoo de Cologne, du zoo de Wuppertal, de l'Université de l'Illinois et du McGregor Museum qui travaille à améliorer la compréhension de la biologie reproductive, de l'écologie, de la santé et de la génétique de cette espèce.
De 1993 à 1998, le zoologiste Alex Sliwa a entrepris la toute première étude sur le terrain consacrée aux Chats à pieds noirs. Le terrain de recherche est la réserve de chasse de Benfontein près de Kimberley dans la province de Cap-du-Nord en Afrique du Sud. Le projet a consisté dans un premier temps à réaliser un comptage de nuit des félins présents dans l'aire d'étude, puis à les capturer afin de relever leurs caractéristiques physiques (poids, taille, sexe, etc.), enfin de les équiper d'un collier émetteur. Les félins ont été accoutumés à la présence du véhicule tout-terrain afin de pouvoir les observer à une distance de quinze à trente mètres. Vingt-et-un Chats à pieds noirs ont été suivis pendant 1 600 heures et cela a apporté de considérables connaissances sur le comportement de l'espèce.
En 2005, de nouvelles études prennent place à Benfontein dans le but d'obtenir des données à long terme. Le mode opératoire est le même que dans les années 1990, avec l'emploi de colliers émetteurs, d'habituation des félins aux véhicules et de collecte d'échantillons biologiques (sang, sperme par exemple),. En 2009, la ferme à gibier et ovin de Nuwejaarsfontein située près de De Aar est choisie comme nouvelle aire d'étude, puis en 2012, la ferme à ovin de Biesiesfontein située près de Victoria West s'ajoute aux deux autres zones de recherche.

### Philatélie
Le Chat à pieds noirs est une figure plutôt rare en philatélie. En 1988, le Transkei, État autonome lors de l'apartheid, édite une série de quatre timbres sur les animaux en danger où figure le Chat à pieds noirs, ainsi qu'une carte prétimbrée. Dans la poste du Botswana, il est représenté une première fois en 1992 dans une série sur la faune, puis en 2005 il fait l'objet d'une série de six timbres et de blocs en collaboration avec le WWF ; l'un des timbres de cette série est par la suite réimprimé sur le bord d'un bloc de Sao Tomé-et-Principe en 2010 à l'occasion d'une série sur les timbres du WWF. En 2011, le Chat à pieds noirs est présent dans une série de cinq timbres sur les petits félins d'Afrique éditée en 2011 par l'Afrique du Sud.
Le Cambodge lance en 1996 une série de timbres sur les petits félins où figure le Chat à pieds noirs ; de même, la Namibie réalise une série similaire en 1997. Le Liberia édite un timbre à l'effigie du Chat à pieds noirs dans une série de 13 timbres sur les félins sauvages de 1999, la République démocratique du Congo fait de même en 2000. En 2009, il est représenté dans un bloc accompagnant une série de six timbres de l'Union des Comores dédiée aux félins sauvages et à la race sokoké,.

## Annexes

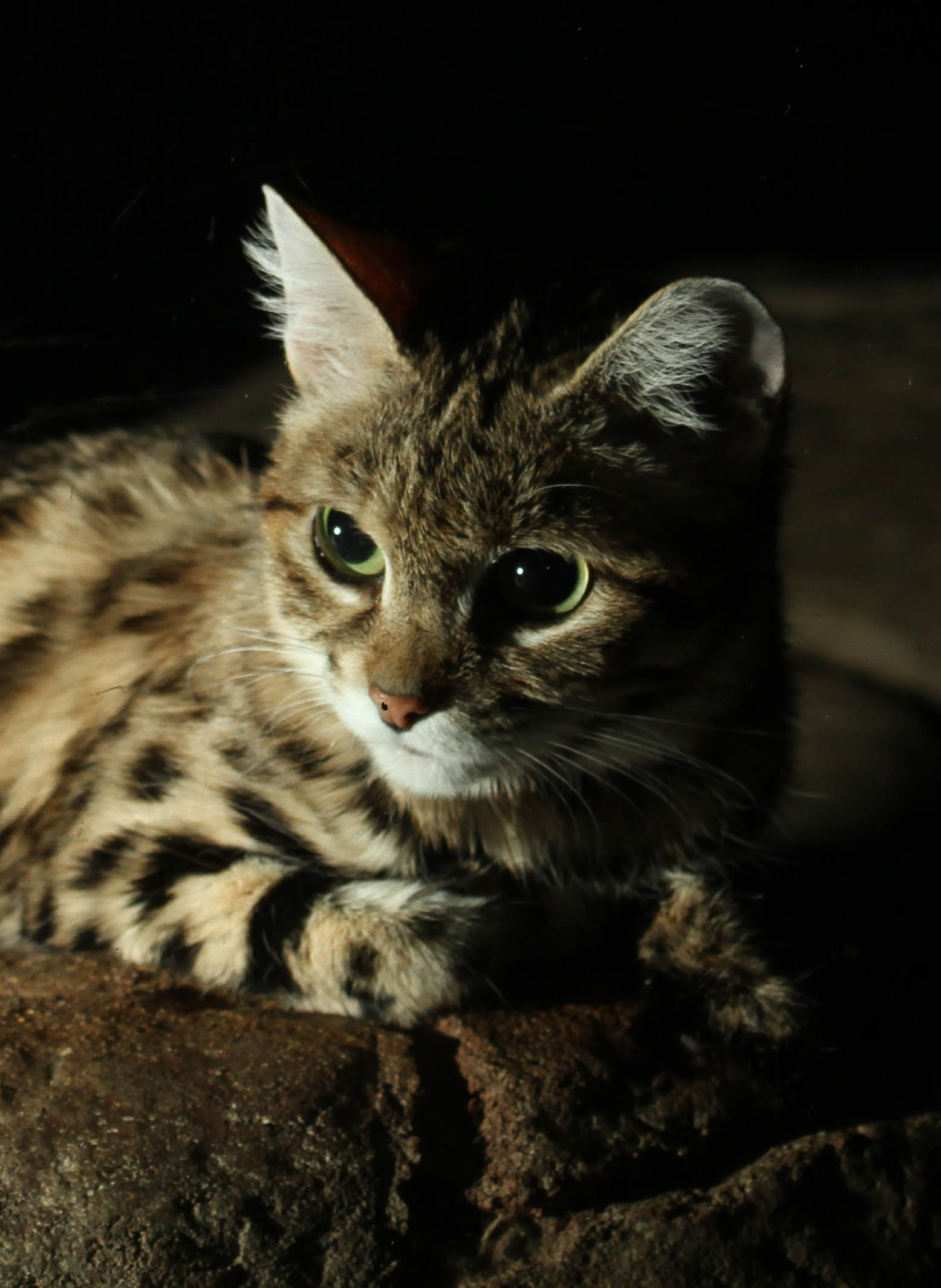
Chat à pieds noirs du zoo de Cincinnati.